# بيتر فيليبس (منافس ألعاب قوى)
بيتر فيليبس (بالإنجليزية: Peter Phillips)‏ هو منافس ألعاب قوى أسترالي، ولد في 26 مارس 1942.

## وصلات خارجية
- بيتر فيليبس على موقع النتائج التاريخية لألعاب القوى الأسترالية (الإنجليزية)
- بيتر فيليبس على موقع اللجنة الأولمبية الدولية (الإنجليزية)
- بيتر فيليبس على موقع أوليمبيديا (الإنجليزية)
- بيتر فيليبس على موقع اللجنة الأولمبية الأسترالية (الإنجليزية)